# Полін Маруа
Полі́н Маруа́ (фр. Pauline Marois, *29 березня 1949, Квебек, Канада) — квебекська політична діячка, перша жінка-Прем'єр-міністр Квебеку (2012–2014). Шеф Квебекської партії (2007—2014).
Під час парламентських виборів 7 квітня 2014, Полін Маруа програла вибори у власному мажоритарному окрузі, внаслідок чого залишила політичне життя.